# 안초베타

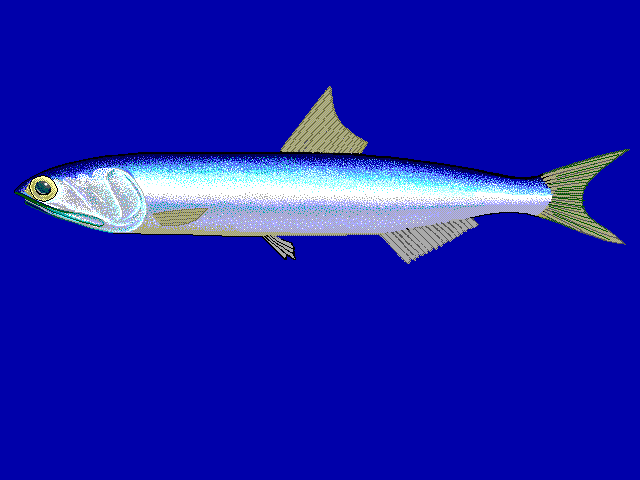

안초베타 또는 페루 멸치(영어: Peruvian anchoveta/anchovy, 학명: Engraulis ringens)는 멸치과의 바닷물고기이다.
안초베타는 남동부 태평양에 서식하는 대양(大洋) 어종이며, 페루와 칠레 연안에서 꾸준히 잡히고 있다. 수명은 4살까지이며, 20cm까지 자란다. 영양 염류가 많을때는 부화한 지 6개월 만에 벌써 8cm까지 자라기도 한다. 주로 식물성 플랑크톤을 먹지만 동물성 플랑크톤이나 유충을 잡어먹기도 한다.
풍성했던 1960년대 이후, 1972년 엘니뇨로 훔볼트 해수 순환 벨트가 영향을 받으면서 개체수가 엄청나게 줄어들어 안초베타는 공급적인 측면에서 가치가 줄어들게 되었다.
1980년대 중반 이래로 안초베타는 다시 개체수가 늘어나기 시작하여 어획량이 1960년대 수준을 회복하였다. 이 어종은 거의 순수하게 어분(魚粉), 사료 및 비료를 만드는 데 쓰이며, 특히 어분은 세계에서 품질이 가장 좋기로 알려져 있다.